# Momisis singularis
Momisis singularis es una especie de escarabajo longicornio del género Momisis, tribu Astathini, subfamilia Lamiinae. Fue descrita científicamente por Ritsema en 1888.

## Descripción
Mide 9 milímetros de longitud.

## Distribución
Se distribuye por Indonesia.